# 西里·兰塔宁
西里·兰塔宁（芬蘭語：Siiri Rantanen，1924年12月14日—2023年5月5日），芬兰女子越野滑雪运动员。她曾代表芬兰参加1952年、1956年和1960年冬季奥林匹克运动会越野滑雪比赛，共获得一枚金牌和二枚铜牌。